# Louis Armstrong Hot Five and Hot Seven Sessions
Le Louis Armstrong Hot Five and Hot Seven Sessions furono registrate tra il 1925 e il 1928 da Louis Armstrong e i suoi gruppi Hot Five e Hot Seven. Considerate culturalmente, storicamente, ed esteticamente importanti, furono inserite nel 2002 nella National Recording Registry.

## Registrazioni

### 1925-1926 Hot Five recordings
1. My Heart (Lil Armstrong)
2. Yes! I'm in the Barrel
3. Gut Bucket Blues
4. Come Back Sweet Papa (Barbarin, Russell)
5. Georgia Grind (Spencer Williams)
6. Heebie Jeebies (Atkins, Stothart)
7. Cornet Chop Suey
8. Oriental Strut (Saint Cyr)
9. You're Next
10. Muskrat Ramble (Ray Gilbert, Kid Ory)
11. Don't Forget to Mess Around (Armstrong, Barbarin)
12. I'm Gonna Gitcha (Lil Hardin)
13. Droppin' Shucks (Hardin)
14. Who' Sit (ignoto)
15. He Likes It Slow (J. Edwards)
16. The King of the Zulus (Lil Armstrong)
17. Big Fat Ma and Skinny Pa (Richard M. Jones)
18. Lonesome Blues (Hardin)
19. Sweet Little Papa (Ory)
20. Jazz Lips (Hardin)
21. Skid-Dat-De-Dat (Hardin)
22. Big Butter and Egg Man (Armstrong, Percy Venable)
23. Sunset Cafe Stomp (Armstrong, Venable)
24. You Made Me Love You (Armstrong, Venable)
25. Irish Black Bottom (Armstrong, Venable)

### 1927 Hot Seven recordings
1. Willie the Weeper (Marty Bloom, Walter Melrose, Grant Rymal)
2. Wild Man Blues (Armstrong, Morton)
3. Chicago Breakdown (Morton)
4. Alligator Crawl (Joe Davis, Razaf, Waller)
5. Potato Head Blues (Armstrong)
6. Melancholy Blues (Bloom, Melrose)
7. Weary Blues (Matthews)
8. Twelfth Street Rag (Bowman)
9. Keyhole Blues (Wilson)
10. S.O.L. Blues
11. Gully Low Blues
12. That's When I'll Come Back to You (Biggs)

### 1927 Hot Five recordings
1. Put 'Em Down Blues (E.J. Bennett)
2. Ory's Creole Trombone (Ory)
3. The Last Time (Ewing, Martin)
4. Struttin' With Some Barbecue (Hardin, Don Raye)
5. Got No Blues (Hardin)
6. Once in a While (William Butler)
7. I'm Not Rough (Armstrong, Hardin)
8. Hotter Than That (Armstrong, Hardin)
9. Savoy Blues (Ory)

### 1928 Hot Five recordings
1. Fireworks (Clarence Williams, S. Williams)
2. Skip the Gutter (S. Williams)
3. A Monday Date (Earl Hines, Robin)
4. Don't Jive Me (Hardin)
5. West End Blues (King Oliver, C. Williams)
6. Sugar Foot Strut (Pierce)
7. Two Deuces (Hardin)
8. Squeeze Me (Waller, C. Williams)
9. Knee Drops (Hardin)

## Date registrazioni
|     | Titolo                                              | Artista                                                     | Compositore                               | Etichetta | Numero rilascio | Numero master | Data registrazione | Luogo registrazione |
| --- | --------------------------------------------------- | ----------------------------------------------------------- | ----------------------------------------- | --------- | --------------- | ------------- | ------------------ | ------------------- |
| 1   | Gambler's Dream                                     | Hociel Thomas Acc. By Louis Armstrong's Jazz Four           | Hociel Thomas                             | OKeh      | 8289            | 9471-A        | 11/11/1925         | Chicago, IL         |
| 2   | Sunshine Baby                                       | Hociel Thomas Acc. By Louis Armstrong's Jazz Four           | Hociel Thomas                             | OKeh      | 8326            | 9472-A        | 11/11/1925         | Chicago, IL         |
| 3   | Adam And Eve Had The Blues                          | Hociel Thomas Acc. By Louis Armstrong's Jazz Four           | Hociel Thomas                             | OKeh      | 8358            | 9473-A        | 11/11/1925         | Chicago, IL         |
| 4   | Put It Where I Can Get It                           | Hociel Thomas Acc. By Louis Armstrong's Jazz Four           | Hociel Thomas                             | OKeh      | 8358            | 9474-A        | 11/11/1925         | Chicago, IL         |
| 5   | Wash Woman Blues                                    | Hociel Thomas Acc. By Louis Armstrong's Jazz Four           | Hociel Thomas, Bollinger                  | OKeh      | 8289            | 9475-A        | 11/11/1925         | Chicago, IL         |
| 6   | I've Stopped My Man                                 | Hociel Thomas Acc. By Louis Armstrong's Jazz Four           | Hociel Thomas                             | OKeh      | 8326            | 9476-A        | 11/11/1925         | Chicago, IL         |
| 7   | My Heart                                            | Louis Armstrong And His Hot Five                            | Lil Armstrong                             | OKeh      | 8320            | 9484-A        | 11/12/1925         | Chicago, IL         |
| 8   | Yes! I'm In The Barrel                              | Louis Armstrong And His Hot Five                            | Louis Armstrong                           | OKeh      | 8261            | 9485-A        | 11/12/1925         | Chicago, IL         |
| 9   | Gut Bucket Blues                                    | Louis Armstrong And His Hot Five                            | Louis Armstrong                           | OKeh      | 8261            | 9486-A        | 11/12/1925         | Chicago, IL         |
| 10  | Come Back, Sweet Papa                               | Louis Armstrong And His Hot Five                            | Paul Barbarin, Luis Russell               | OKeh      | 8318            | 9503-A        | 2/22/1926          | Chicago, IL         |
| 11  | Georgia Grind                                       | Louis Armstrong And His Hot Five                            | Spencer Williams                          | OKeh      | 8318            | 9533-A        | 2/26/1926          | Chicago, IL         |
| 12  | Heebie Jeebies                                      | Louis Armstrong And His Hot Five                            | B. Atkins                                 | OKeh      | 8300            | 9534-A        | 2/26/1926          | Chicago, IL         |
| 13  | Cornet Chop Suey                                    | Louis Armstrong And His Hot Five                            | Louis Armstrong                           | OKeh      | 8320            | 9535-A        | 2/26/1926          | Chicago, IL         |
| N/A | Cornet Chop Suey (In Eb)                            | Louis Armstrong And His Hot Five                            | Louis Armstrong                           | OKeh      | 8320            | 9535-A        | 2/26/1926          | Chicago, IL         |
| 14  | Oriental Strut                                      | Louis Armstrong And His Hot Five                            | Johnny St. Cyr                            | OKeh      | 8299            | 9536-A        | 2/26/1926          | Chicago, IL         |
| 15  | You're Next                                         | Louis Armstrong And His Hot Five                            | Louis Armstrong                           | OKeh      | 8299            | 9537-A        | 2/26/1926          | Chicago, IL         |
| 16  | Muskrat Ramble                                      | Louis Armstrong And His Hot Five                            | Roy Gilbert, Edward 'Kid' Ory             | OKeh      | 8300            | 9538-A        | 2/26/1926          | Chicago, IL         |
| 17  | Don't Forget To Mess Around                         | Louis Armstrong And His Hot Five                            | Paul Barbarin                             | OKeh      | 8343            | 9729-A        | 6/16/1926          | Chicago, IL         |
| 18  | I'm Gonna Gitcha                                    | Louis Armstrong And His Hot Five                            | Lil Hardin                                | OKeh      | 8343            | 9730-A        | 6/16/1926          | Chicago, IL         |
| 19  | Droppin' Shucks                                     | Louis Armstrong And His Hot Five                            | Lil Hardin                                | OKeh      | 8357            | 9731-A        | 6/16/1926          | Chicago, IL         |
| 20  | Who'sit                                             | Louis Armstrong And His Hot Five                            | Composer uncredited                       | OKeh      | 8357            | 9732-A        | 6/16/1926          | Chicago, IL         |
| 21  | He Likes It Slow                                    | Butterbeans and Susie                                       | J. Edwards                                | Okeh      | 8355            | 9750-A        | 6/18/1926          | Chicago, IL         |
| 22  | The King of the Zulus                               | Louis Armstrong And His Hot Five                            | Lil Armstrong                             | OKeh      | 8396            | 9776-A        | 6/23/1926          | Chicago, IL         |
| 23  | Big Fat Ma and Skinny Pa                            | Louis Armstrong And His Hot Five                            | Richard M. Jones                          | OKeh      | 8379            | 9777-A        | 6/23/1926          | Chicago, IL         |
| 24  | Lonesome Blues                                      | Louis Armstrong And His Hot Five                            | Lil Hardin                                | OKeh      | 8396            | 9778-A        | 6/23/1926          | Chicago, IL         |
| 25  | Sweet Little Papa                                   | Louis Armstrong And His Hot Five                            | Edward 'Kid' Ory                          | OKeh      | 8379            | 9779-A        | 6/23/1926          | Chicago, IL         |
| 26  | Jazz Lips                                           | Louis Armstrong And His Hot Five                            | Lil Hardin                                | OKeh      | 8436            | 9890-A        | 11/16/1926         | Chicago, IL         |
| 27  | Skid-Dat-De-Dat                                     | Louis Armstrong And His Hot Five                            | Lil Hardin                                | OKeh      | 8436            | 9891-A        | 11/16/1926         | Chicago, IL         |
| 28  | Big Butter and Egg Man                              | Louis Armstrong And His Hot Five                            | Louis Armstrong, Percy Venable            | OKeh      | 8423            | 9892-A        | 11/16/1926         | Chicago, IL         |
| 29  | Sunset Cafe Stomp                                   | Louis Armstrong And His Hot Five                            | Louis Armstrong, Percy Venable            | OKeh      | 8423            | 9893-A        | 11/16/1926         | Chicago, IL         |
| 30  | You Made Me Love You                                | Louis Armstrong And His Hot Five                            | Louis Armstrong, Percy Venable            | OKeh      | 8447            | 9980-A        | 11/27/1926         | Chicago, IL         |
| 31  | Irish Black Bottom                                  | Louis Armstrong And His Hot Five                            | Louis Armstrong, Percy Venable            | OKeh      | 8447            | 9981-A        | 11/27/1926         | Chicago, IL         |
| N/A | Leave Mine Alone                                    | Louis Armstrong And His Hot Five                            | Louis Armstrong, Percy Venable            | OKeh      | Rejected        | 9982-A        | 11/27/1926         | Chicago, IL         |
| 32  | Willie the Weeper                                   | Louis Armstrong And His Hot Seven                           | Marty Bloom, Walter Melrose, Grant Rymal  | OKeh      | 8482            | W.80847-C     | 5/7/1927           | Chicago, IL         |
| 33  | Wild Man Blues                                      | Louis Armstrong And His Hot Seven                           | Louis Armstrong, Fred "Jelly Roll" Morton | OKeh      | 8474            | W.80848-C     | 5/7/1927           | Chicago, IL         |
| 34  | Chicago Breakdown                                   | Louis Armstrong And His Stompers                            | Fred "Jelly Roll" Morton                  | Columbia  | 36376           | W.80851-C     | 5/9/1927           | Chicago, IL         |
| 35  | Alligator Crawl                                     | Louis Armstrong And His Hot Seven                           | Andy Razaf, Thomas Waller                 | OKeh      | 8482            | W.80854-B     | 5/10/1927          | Chicago, IL         |
| 36  | Potato Head Blues                                   | Louis Armstrong And His Hot Seven                           | Louis Armstrong                           | OKeh      | 8503            | W.80855-C     | 5/10/1927          | Chicago, IL         |
| 37  | Melancholy Blues                                    | Louis Armstrong And His Hot Seven                           | Marty Bloom, Walter Melrose               | OKeh      | 8496            | W.80862-A     | 5/11/1927          | Chicago, IL         |
| 38  | Weary Blues                                         | Louis Armstrong And His Hot Seven                           | Artie Matthews                            | OKeh      | 8519            | W.80863-A     | 5/11/1927          | Chicago, IL         |
| 39  | Twelfth Street Rag                                  | Louis Armstrong And His Hot Seven                           | Euday Bowman                              | Columbia  | 35663           | W.80864-A     | 5/11/1927          | Chicago, IL         |
| 40  | Keyhole Blues                                       | Louis Armstrong And His Hot Seven                           | Wesley Wilson                             | OKeh      | 8496            | W.80876-A     | 5/13/1927          | Chicago, IL         |
| 41  | S.O.L. Blues                                        | Louis Armstrong And His Hot Seven                           | Louis Armstrong                           | Columbia  | 35661           | W.81126-B     | 5/13/1927          | Chicago, IL         |
| 42  | Gully Low Blues                                     | Louis Armstrong And His Hot Seven                           | Louis Armstrong                           | OKeh      | 8474            | W.80877-D     | 5/14/1927          | Chicago, IL         |
| 43  | That's When I'll Come Back to You                   | Louis Armstrong And His Hot Seven                           | F. Biggs                                  | OKeh      | 8519            | W.80884-B     | 5/14/1927          | Chicago, IL         |
| 44  | Put 'Em Down Blues                                  | Louis Armstrong And His Hot Five                            | EJ Bennett                                | OKeh      | 8503            | W.81302-B     | 9/2/1927           | Chicago, IL         |
| 45  | Ory's Creole Trombone                               | Louis Armstrong And His Hot Five                            | Edward 'Kid' Ory                          | Columbia  | 35838           | W.81310-D     | 9/2/1927           | Chicago, IL         |
| 46  | The Last Time                                       | Louis Armstrong And His Hot Five                            | Ewing, Martin                             | Columbia  | 35838           | W.81317-A     | 9/6/1927           | Chicago, IL         |
| 47  | Struttin' With Some Barbecue                        | Louis Armstrong And His Hot Five                            | Lil Hardin                                | OKeh      | 8566            | W.82037-B     | 12/9/1927          | Chicago, IL         |
| 48  | Got No Blues                                        | Louis Armstrong And His Hot Five                            | Lil Hardin                                | OKeh      | 8551            | W.82038-B     | 12/9/1927          | Chicago, IL         |
| 49  | Once in a While                                     | Louis Armstrong And His Hot Five                            | William Butler                            | OKeh      | 8566            | W.82039-B     | 12/10/1927         | Chicago, IL         |
| 50  | I'm Not Rough                                       | Louis Armstrong And His Hot Five                            | Louis Armstrong, Lil Hardin               | OKeh      | 8551            | W.82040-B     | 12/10/1927         | Chicago, IL         |
| 51  | Hotter Than That                                    | Louis Armstrong And His Hot Five                            | Louis Armstrong, Lil Hardin               | OKeh      | 8535            | W.82055-B     | 12/13/1927         | Chicago, IL         |
| 52  | Savoy Blues                                         | Louis Armstrong And His Hot Five                            | Edward 'Kid' Ory                          | OKeh      | 8535            | W.82056-A     | 12/13/1927         | Chicago, IL         |
| 53  | You're A Real Sweetheart                            | Lillie Delk Christian with Louis Armstrong and His Hot Four | Caesar, Friend                            | OKeh      | 8607            | 400954-B      | 6/26/1928          | Chicago, IL         |
| 54  | Too Busy                                            | Lillie Delk Christian with Louis Armstrong and His Hot Four | Coslow, Spier                             | OKeh      | 8596            | 400956-A      | 6/26/1928          | Chicago, IL         |
| 55  | Was It A Dream                                      | Lillie Delk Christian with Louis Armstrong and His Hot Four | Miller, Cohn                              | OKeh      | 8596            | 400955-B      | 6/26/1928          | Chicago, IL         |
| 56  | Last Night I Dreamed You Kissed Me                  | Lillie Delk Christian with Louis Armstrong and His Hot Four | Kahn, Lombardo                            | OKeh      | 8607            | 400957-A      | 6/26/1928          | Chicago, IL         |
| 57  | Fireworks                                           | Louis Armstrong and His Hot Five                            | Spencer Williams                          | OKeh      | 8597            | W.400960-B    | 6/27/1928          | Chicago, IL         |
| 58  | Skip the Gutter                                     | Louis Armstrong and His Hot Five                            | S Williams                                | OKeh      | 8631            | W.400961-A    | 6/27/1928          | Chicago, IL         |
| 59  | A Monday Date                                       | Louis Armstrong and His Hot Five                            | Earl Hines                                | OKeh      | 8609            | W.400962-B    | 6/27/1928          | Chicago, IL         |
| 60  | Don't Jive Me                                       | Louis Armstrong and His Hot Five                            | Hardin                                    | Columbia  | 36376           | W.400966-C    | 6/28/1928          | Chicago, IL         |
| 61  | West End Blues                                      | Louis Armstrong and His Hot Five                            | King Oliver, C Williams                   | OKeh      | 8597            | W.400967-B    | 6/28/1928          | Chicago, IL         |
| 62  | Sugar Foot Strut                                    | Louis Armstrong and His Hot Five                            | Pierce                                    | OKeh      | 8609            | W.400968-B    | 6/28/1928          | Chicago, IL         |
| 63  | Two Deuces                                          | Louis Armstrong and His Hot Five                            | Lil Hardin                                | OKeh      | 8641            | W.400973-B    | 6/29/1928          | Chicago, IL         |
| 64  | Squeeze Me                                          | Louis Armstrong and His Hot Five                            | Waller, C Williams                        | OKeh      | 8641            | W.400974-B    | 6/29/1928          | Chicago, IL         |
| 65  | Knee Drops                                          | Louis Armstrong and His Hot Five                            | Lil Hardin                                | OKeh      | 8631            | W.400991-B    | 7/5/1928           | Chicago, IL         |
| 66  | No, Papa, No                                        | Louis Armstrong and His Orchestra                           | Spivey, Victoria                          | OKeh      | 8690            | W.402153-A    | 12/4/1928          | Chicago, IL         |
| 67  | Basin Street Blues                                  | Louis Armstrong and His Orchestra                           | Spencer Williams                          | OKeh      | 8690            | W.402514-A    | 12/4/1928          | Chicago, IL         |
| 68  | No One Else But You                                 | Louis Armstrong And His Savoy Ballroom Five                 | Don Redman                                | OKeh      | 8669            | W.402168-B    | 12/5/1928          | Chicago, IL         |
| 69  | Save It, Pretty Mama                                | Louis Armstrong And His Savoy Ballroom Five                 | Don Redman, J. Davis, P. Dennicker        | OKeh      | 8657            | W.402170-C    | 12/5/1928          | Chicago, IL         |
| 70  | Beau Koo Jack                                       | Louis Armstrong And His Savoy Ballroom Five                 | Hill, Armstrong, Milrose                  | OKeh      | 8680            | W.402169-C    | 12/5/1928          | Chicago, IL         |
| 71  | Weather Bird                                        | Louis Armstrong                                             | Louis Armstrong                           | OKeh      | 41454           | W.402199-A    | 12/5/1928          | Chicago, IL         |
| 72  | Muggles                                             | Louis Armstrong and His Orchestra                           | Louis Armstrong                           | OKeh      | 8703            | W.402200-B    | 12/7/1928          | Chicago, IL         |
| 73  | Hear Me Talkin' To Ya                               | Louis Armstrong And His Savoy Ballroom Five                 | Louis Armstrong                           | OKeh      | 8649            | W.402224-A    | 12/12/1928         | Chicago, IL         |
| 74  | St. James Infirmary                                 | Louis Armstrong And His Savoy Ballroom Five                 | J. Primrose                               | OKeh      | 8657            | W.402225-A    | 12/12/1928         | Chicago, IL         |
| 75  | Tight Like This                                     | Louis Armstrong And His Savoy Ballroom Five                 | Curl                                      | OKeh      | 8649            | W.402226-C    | 12/12/1928         | Chicago, IL         |
| N/A | I'm Gonna Stomp, Mr. Henry Lee                      | Louis Armstrong and His Orchestra                           | ?                                         | OKeh      | Rejected        | W.401688-A    | 3/5/1929           | New York, NY        |
| N/A | I'm Gonna Stomp, Mr. Henry Lee                      | Louis Armstrong and His Orchestra                           | ?                                         | OKeh      | Rejected        | W.401688-B    | 3/5/1929           | New York, NY        |
| 76  | Knockin' A Jug                                      | Louis Armstrong and His Orchestra                           | Louis Armstrong, Eddie Condon             | OKeh      | 8703            | W.401689-B    | 3/5/1929           | New York, NY        |
| 77  | I Can't Give You Anything But Love (common take)    | Louis Armstrong And His Savoy Ballroom Five                 | Dorothy Fields, Jimmy McHugh              | OKeh      | 8669            | W.401690-C    | 3/5/1929           | New York, NY        |
| 78  | I Can't Give You Anything But Love (alternate take) | Louis Armstrong And His Savoy Ballroom Five                 | Dorothy Fields, Jimmy McHugh              | OKeh      | 8669            | W.401690-C    | 3/5/1929           | New York, NY        |
| 79  | Mahogany Hall Stomp                                 | Louis Armstrong And His Savoy Ballroom Five                 | Williams, Spencer                         | OKeh      | 8680            | W.401691-B    | 3/5/1929           | New York, NY        |